# Ali-Sadr
Ali-Sadr – jaskinia krasowa w Iranie, w górach Zagros. Najdłuższa jaskinia wodna świata.
W Ali-Sadr występuje bogata szata naciekowa, sieć obszernych korytarzy oraz komór z podziemnymi jeziorami.